# Civica Accademia d'arte drammatica Nico Pepe
La Civica Accademia d'arte drammatica Nico Pepe, con sede a Udine, è un' Accademia d'arte drammatica per la formazione di attori di teatro.
Fondata negli anni '80 da Domenico Pepe (in arte "Nico Pepe") e a lui intitolata dopo la sua morte, dal 1991 è diretta da Claudio de Maglio.

## Storia
Dopo l'esperienza lavorativa con l'attore e regista Giorgio Strehler e forte della conoscenza maturata nel periodo in cui fonda e dirige il Teatro Stabile di Torino, Domenico Pepe torna ad Udine, sua città natale, per fondare una scuola di teatro professionale in lingua friulana.
Nei primi anni '80 fonda quindi la "Civica Scuola di Recitazione per il teatro in friulano" in una sala della sede che ancora oggi ospita l'accademia, presso Largo Ospedale Vecchio.
Dopo la morte di Domenico Pepe, viene fondata la "Civica accademia d'arte drammatica Nico Pepe" a suo nome, diretta da Federico Esposito. Nel 1991 la direzione passa all'allora già docente dell'accademia Claudio de Maglio.